# Wadard
Wadard (latín: Wadardus) fue uno de los tres caballeros normandos del siglo XI mencionados en el Libro Domesday de 1086 y representado en el Tapiz de Bayeux como militar que acompañó a Guillermo II de Normandía en la conquista de Inglaterra. Posiblemente fue uno de los responsables de abastecimiento del ejército normando. Se ha especulado que pudo ser un caballero al servicio de Robert Wimare, un señor normando asentado en Inglaterra con anterioridad, conocedor del terreno, según lo citado por Guillermo de Poitiers. Tras la conquista recibió la concesión y administración de los señoríos de Odón, obispo de Bayeux, posiblemente como vasallo.

## Tapiz de Bayeux
Wadard aparece ocupando un papel prominente en el tapiz con armadura, montado sobre un caballo, sin casco pero armado con una lanza con un pendón en su extremo y su escudo. Posiblemente, según la representación, como parte de una expedición de forrajeo. Su retrato sugiere que ocupaba un alto rango. La figura bordada se sitúa bajo la frase Hic est Wadard (aquí está Wadard), Wadard se interpone entre unos soldados que se apresuran a llegar a Hastings y la preparación de los refrigerios. Wadard es un nombre sajón, por lo que los estudiosos del tapiz consideran que es una prueba más que el autor o autores, serían anglosajones. El epíteto warder se puede interpretar como «quien vela por las posesiones [en la retaguardia]».

## Libro Domesday
En el Libro Domesday, Wadard aparece registrado como subarrendatario de Odón de Bayeux, con propiedades que sumaban aproximadamente 1260 acres en Kent y otros feudos, lo que le proporcionaba unos ingresos de alrededor de 127 libras esterlinas. Sus propiedades incluían Farningham, Combe (Kent) y seis casas en Dover, Kent, Cassington, Thrupp, Cogges y Little Tew en (Oxfordshire), Thames Ditton en Surrey y Glentham en Lincolnshire.

## Herencia
Se desconoce el nombre de su esposa, pero el Libro Domesday cita a tres hijos:
- Rainald, quien poseía dos propiedades del obispo Odo en Somerton y Fritwell, contiguas a la propiedad de su padre en Fringford. La familia Waard (o Wadard) descienden de Rainald.[3]
- Otros dos hijos, llamados Martín y Simón, se mencionan en el cartulario de la Abadía de Préaux.

Manasser d'Arsic (c. 1073-1113), hijo de uno de los ocho caballeros de Dover, William d'Arsic, recibió la heredad de las posesiones de Wadard durante el reinado de Enrique I de Inglaterra.